# María Del Carmen Díaz
María Del Carmen Díaz Mancilla (5 de julho de 1960) é uma ex-fundista mexicana. Competindo em provas entre 3.000 m em pista e a maratona, conquistou cinco medalhas em Jogos Pan-americanos e foi tricampeã da Corrida de São Silvestre.
Em Havana 1991 foi ouro nos 10.000 m e prata nos 3.000 m. Em Mar del Plata 1995, conquistou a medalha de prata nos 5.000 m e o bronze nos 10.000 m.
No Brasil, venceu a São Silvestre por três vezes, em 1989–1990–1992. Participou da maratona nos Jogos Olímpicos de Atlanta em 1996, mas ficou apenas na 33ª colocação.